# Abularach
Abularach (en árabe: ابوالعرج‎ Abu l-rag, Abou l-Rach o Abu l-raj Abularach) es un apellido de Belén, cuyo origen etimológico está en la lengua árabe.

## Etimología
Etimológicamente, el apellido se compone de las palabras en árabe:
- Abu o Abou (أبو abū), que significa literalmente «padre»,
- al o el (الـ),o simplemente l si la palabra precedente termina con una vocal, que es el equivalente al artículo definido «el», y
- Araj o 3raj (عرج a3raj), que significa literalmente «cojean» pero también conlleva el significado de «como símbolo de resistencia y fortaleza».

Juntas, forman Abou l-araj o Abu l-3raj, que se traducía como una sola palabra, Abularach, posiblemente significando «Padre [de] los fuertes».

## Gente notable
- Gabby Abularach, músico estadounidense
- Jorge Briz Abularach (nacido en 1955), político guatemalteco
- Rodolfo Abularach (1933-2020), artista guatemalteco de ascendencia palestina